# مرد کاغذی (فیلم ۱۹۶۳)
«مرد کاغذی» (اسپانیایی: El hombre de papel‎) یک فیلم است که در سال ۱۹۶۳ منتشر شد.